# サヤミドロモドキ
サヤミドロモドキ Monoblepharis は水中性の菌類の1群。いわゆる鞭毛菌であるが、発達した菌糸体を形成し、有性生殖では不動の大きい配偶子と運動性のある小さい配偶子を別個の配偶子嚢に作る。つまり精子と卵による生殖が行われる。多くが水中に落ちた樹木の小枝から発生するのが知られる。

## 特徴
分実性の菌糸体を形成する。要するに長く菌糸を伸ばし、胞子はその一部にだけ出来る、普通のカビの感覚である。

### 栄養体
栄養体は糸状に伸びる菌糸からなる。寒天培地上ではよく枝分かれした菌糸体になる。水中では基部が基質の中に仮根の形で伸びる。隔壁はなくて、菌糸は多核体で、その細胞質には無数の液胞があり、しばしば規則的に詰まっていて、そのために見た目が泡状になる。菌糸は太さが5-12μmほどと、ミズカビ類などよりかなり細い。そのために顕微鏡下で見れば本属の菌糸であることは容易に確認できるが、環境の変化などによって一時的にこのような泡状構造が見えなくなる場合もある。
自然界の基質である水中の小枝の上で成長が行われた場合、菌糸は小枝の折れ口や表面の皮目から伸び出して細い菌糸の房となり、長さ1-2mmに伸び出して肉眼で見ることが出来るようになり、その色は黄色を帯びた褐色となる。これは多数形成される卵胞子が金褐色をしていることによる。またこのような成長には2-4週間かかり、これはいわゆるミズカビ類やカワリミズカビなどよりかなり遅い。後述のように通年は見られないこともあって、本菌がまれにしか発見されない理由となっている。
寒天培地上で純粋培養することも可能で、ペプトンやグルコースなどを含む培地が用いられ、この場合には栄養菌糸のみが成長するが、これを切り出して水に投じる、あるいは液体培地に移すことで無性生殖や有性生殖を起こさせることが出来る。
なお、冷涼な気候を好むとされ、例えばPerrott(1955)は小枝の上での培養に水温3℃を設定し、実際の温度は1-10℃で培養を行っているが、瀬戸他(2013)では20℃ないし25℃で培養を行い、十分な発達を確認している。

### 無性生殖
無性生殖は遊走子による。菌糸の先端の多核の部分が隔壁で仕切られて遊走子嚢となり、その内部の細胞質が核の周りに分断され、それぞれが遊走子になる。遊走子は最初は角張った形だが、後に洋なし型となる。成熟した遊走子嚢は円筒形から棍棒状をしており、元の菌糸と同程度か、太くてもさほど膨らまない程度の太さをしている。遊走子が出るときには遊走子嚢の先端に穴が開き、遊走子はここからアメーバ運動のようにして外に抜け出る。
遊走子嚢は列をなして作られることもあり、また先端に形成される有性生殖器官の下に作られる場合もある。
遊走子は後端に1本の鞭毛を持ち、これを使って泳ぐ。泳ぐのを止めた遊走子は、1本の発芽管を形成して発芽、次第に伸びて菌糸体となる。遊走子は単核だが、発芽管を伸ばしている中で分裂して多核体となる。遊走子は発芽すると基質中に伸びる仮根と水中に伸びる本体の菌糸を形成する。

### 有性生殖
有性生殖器官には造精器と生卵器があり、造精器から泳ぎだした精子が生卵器内で卵球を受精させることで行われる。普通は無性生殖器官をつける菌体と同一の菌体に形成される(未確認の種がある)。
造精器と生卵器は普通には菌糸の先端にまとまって生じ、ただし位置関係は種によって異なる。例えばM. polymorpha ではまず菌糸の先端に造精器を生じ、その後に直下の部分から生卵器が形成される。ただし生卵器は成長すると左右不均等に膨らむために造精器は頂生と言うより斜め横に付いている格好になる。M. sphaerica では逆に生卵器が頂生し、その直下に造精器が形成される。M. macrandra では造精器と生卵器は別の菌糸に生じる。また、菌糸先端に出来た造精器と生卵器が成熟した後、その基部側に新たなそれを形成し、結果として有性生殖器官が数珠つなぎの姿となるものもある。
造精器が上にある種では、まず菌糸の先端部が隔壁で区切られて造精器の形成が始まる。その内部には多数の核が含まれているが、それらは次第に等間隔に配置するようになり、それらが精子に分化を始める。当初は輪郭が角張っているが、やがて丸っこくなる。精子の姿は遊走子に似ているが、大きさはより小さく、またアメーバ的変形がはっきりしている。この後にその下部に生卵器が形成されるが、精子の放出はその生卵器がそれ以下の菌糸から隔壁で分断されるより早くに起こる。一つの造精器から放出される精子の数は4-8個だが、若干のふれがある。
造精器が隔壁で切り離されると、その下の部分がすぐに膨張を始め、側面に斜めに突き出した突出部を形成する。突出部が大きくなると共に棍棒状の本体部が形成されると、その基部に隔壁を生じて菌糸と切り離される。それからその内容物が次第に球形になり、やや小さくなり、最後には油滴を多く含む球体となり、卵球へと分化する。卵球は単核で、核は最後には頂端の位置にゆく。
生卵器が上に出る種では、まず菌糸先端が膨らんで内部に油滴を蓄えて生卵器に分化する。この部分の基部に隔壁を生じて生卵器が区分されると、そのすぐ下の部分から側面に突出部が形成され、その下に隔壁を生じてこの部分が造精器となる。

### 受精とその後
卵球が完成すると、生卵器の突起の先端が口を開き、造精器より出た精子がそこに近づくと、あたかもそこに分泌された粘液に捕まえられたかのように見える。それから精子は中に吸い込まれ、すぐに卵球に吸収されて見分けられなくなる。鞭毛だけが数分程度残っていることもあるが、程なくこれも見えなくなる。すると金褐色の薄い膜が接合子の周囲に出現し、その後に核の融合が生じる。
この後の接合子の振る舞いには2通りある。M. insignis や M. sphaerica などでは接合子は生卵器の内部に留まり、やがてその表面に金褐色の厚い外皮を形成する。この形を「内生的」(endogoneous)という。他方、M. hypogyna や M. macrandra の場合、接合子は移動して、受精から3-5分の間に生卵器の先端の穴から出てしまう。接合子の脱出は漸進的に行われ、少なくとも2分を要する。脱出した接合子は生卵器の先端にある開口部に残存するが、M. macrandra ではそこから脱落しがちである。このような型を「外生的」(exogenous)という。接合子は外に出るとその壁が厚くなり、水泡状の突起が多数出来るようになる。ただし M. polymorpha では成熟しても薄膜の状態でいる。
接合子はそのまま休眠に入るものと考えられている。接合子は好適な条件で発芽するが、これは発芽管を出し、それが菌糸に発展する形で行われ、直接に遊走子を形成するようなことはない。また、一部の種では卵胞子が受精することなく接合子の形に変化することが知られている。

### 生活環
本菌の生活環をまとめると、菌体は一通りのみで、多核体の発達した菌糸体を形成する。この菌糸体が遊走子を形成することで無性生殖を行い、その結果は同じような菌体を形成する。他方で同じ菌体の上に造精器と生卵器を形成し、精子が卵球と接合することで接合子が形成され、それが発芽すると新たな菌体が形成される。
接合子の内部での核の融合は細胞質融合からやや遅れ、外壁の硬化の過程で行われる。したがって菌体や遊走子、それに卵球、精子の核相は単相(n)と考えられる。減数分裂は接合子の発芽より前と考えられる。

## 鞭毛細胞の構造
本菌の遊走細胞の構造はいわゆる鞭毛菌類の中でも独自の特徴がある。もっとも顕著な特徴としては、細胞の中央に位置する核を寄り集まった多数のリボソームが囲んでいること、先端側に多数の油滴があること、および後端付近に多数のミトコンドリアが集まっていることである。核周辺のリボソームは小胞体によって緩やかに包まれている。またツボカビ門の遊走細胞には広く見られる構造としてミクロボディ脂質小球粒複合体(microbody-lipid globule complex, MLC)があるが、本菌のそれを構成する窓の開いた膜質の嚢状構造が細胞の後方の側面にあり、これはルンポソーム rumposome と呼ばれる。これは他のツボカビ類でも知られるが、本属のもので初めて発見されたものである。

## 生態など
淡水環境に見られるものであるが、冷涼な気候を好むとされる。主としてヨーロッパと北アメリカから知られ、日本からも報告はあり、また近年には南アメリカからも発見された。

### 基質の選択
腐生菌であり、水没した樹木の小枝に発生するものとされている。日本での観察ではまだ樹皮が残る、内部に緑色が残る半生の状態のものを採集対象としている。
1955年に本属の総説を書いたPerrott(1955)はイギリスのウェールズ南部で調査を行い、この当時報告されていた6種すべてを3カ所の池や水路で観察できるとしており、その水際から生えた樹木の枝が水面に垂れて長く水没している状態が本属にとってもっとも好適な条件を作り出すとしている。また足の深さより深いところからのサンプルからは出現しないと言い、さらに池であれば新鮮な水の供給のあるところ、水路では流れのある浅いところが好まれるともしている。また夏期に乾燥した池から得られた小枝からも好適な条件で培養すれば出現し、これは耐久性の卵胞子の発芽に基づくものとした。
出現する小枝の種については瀬戸他(2013)は広葉樹としかしていない。従来報告されてきたものとしてはヤナギ属、ヤマナラシ属、カバノキ属、ハンノキ属、ニレ属、ペカン属、サクラ属、トチノキ属、トネリコ属、マツ属、トウヒ属があり、カバノキ属やトネリコ属からの報告が多く、Perrott(1955)自身の調査の範囲ではここにあげられた群の他にコナラ属からの出現も確認し、さらにそこからの出現が最も多かったとしている。これを見ると多くの分類群に跨がり、さらには裸子植物からも出現しており、特に嗜好性はないようである。
このほかに水没したバラの果実、イネ科やトクサ科などの草の茎、昆虫の死骸などからの発生が報告されているが、Perrott(1955)はこれも調べたが出現を確認できなかったと言い、普通に見られることではないようである。

### 年周性
イギリスでの調査では春と秋に採集した小枝からは2-4週間ほどで本菌の出現が確認できるが、夏と冬のサンプルからは本菌の出現まで1-4ヶ月を要する。これは休眠する卵胞子が休眠から醒めて発芽するのにかかる時間を示していると考えられる。すなわち夏と冬をこの菌は卵胞子で休眠して過ごし、春に発芽したものは夏までに卵胞子を形成、秋に発芽したものは冬までに卵胞子を形成すると思われる。つまり、この菌は春と秋の二度、栄養体菌糸を発達させ、無性生殖と有性生殖を行い、夏と冬を休眠して過ごす。

## 分類
本属とごく近縁とされているのは以下の2属である。
- Gonapodya
- Monoblepharella

これらはどちらも本属のものと多くの特徴を共にしており、異なっているのは接合が終わった後の接合子の振る舞いである。Monoblepharella の場合、接合までの状況はサヤミドロモドキと同じであるが、雄性配偶子は卵細胞に完全に癒合するのではなく、その後端の鞭毛がそのまま外部に残る。接合子はこの状態で配偶子嚢から出てくると、その鞭毛を用いて泳ぎ去る。Gonapodya では、配偶子嚢内には複数の卵子が形成され、それらは配偶子嚢の中か、あるいは外に出て接合するが、Monobrepharella と同様に外部に鞭毛を残しており、やはり配偶子嚢から泳ぎ去る。ちなみにこれらは栄養体と無性生殖器官では区別できず、有性生殖を確認せねば区別できないようで、Perrott(1955)は本属とされているが、この点を確認できていない種について、これらの属に入る可能性があることを記している。
本属とこの2属は、まとめてサヤミドロモドキ目 Monoblepharidales としてその中でサヤミドロモドキ属が単独でサヤミドロモドキ科 Monoblepharidaceae とされ、残りの2属が1つにまとめられてゴナポディア科 Gonapodyaceae とされた。ともかくもこの群は従来よりそれ以外の鞭毛菌すべてから区別されて扱われてきた。偽菌類でない、いわゆる鞭毛菌にはツボカビなど単細胞的な体制のものが多いが、明確な菌糸体を形成するものとしてはカワリミズカビ Allomyces を含むコウマクノウキン目 (Blastocladiales) があり、本属を含む群がこの類と近縁ではないかと考えられていたこともある。しかし現在ではこの関係はさほど近いものとは考えられていない。分子系統に基づく見直しによる体系で、Hibbett et al.(2007)は本属をツボカビ門 Chitridiomycota に残す一方、コウマクノウキン目をコウマクノウキン門 Blastocladiomycota としており、両者の差を門のレベルであるとしている。また本群の所属するサヤミドロモドキ綱には単一の目としてサヤミドロモドキ目 Monoblephalidales を置き、これには本属と共に、従来はハルポキトリウム目 Halpochitriales とされたハルポキトリウム Harpochitrium などを納めるとの対応を見せている。

### 下位分類
知られている種は12種である。属以下の分類としてはPerrott(1955)は接合子の位置で外生的につけるものと内生的につけるものを亜属の段階で分けることを提唱し、前者を subgen. Sphaerica、後者を subgen. Monoblepharis としている。不完全ながらリストを以下に示す。
- Monoblepharis サヤミドロモドキ属
  - M. bullata
  - M. fasciculata
  - M. hypogyna
  - M. insignis
  - M. macrandra
  - M. polymorpha
  - M. sphaerica

日本からは　M. hypogyna、M. macrandra、M. polymorpha、M. sphaerica の4種が知られているが、この類の研究はごく少なく、国内の種相や分布を論じられるほどの情報はないようである。

## 類似の群
水中性のカビというと、いわゆるミズカビと呼ばれる卵菌類のものが普通であり、それらは遊走子の鞭毛が2本を前向きか横向きに出す。それらは現在では菌類ではなく、不等毛類に含まれることが明らかとなり、偽菌類と呼ばれる。本属のものの体制と無性生殖の様式はミズカビなどに近いが、こちらは間違いなく菌類に属する。本菌より遙かに普通に見られる。